# メカニック:ワールドミッション
『メカニック:ワールドミッション』（原題: Mechanic: Resurrection）は、2016年にアメリカ合衆国とフランスが共同製作したアクションスリラー映画。監督をデニス・ガンゼルが、脚本をフィリップ・シェルビーとトニー・モジャーが務めた。出演はジェイソン・ステイサム、ジェシカ・アルバ、トミー・リー・ジョーンズ、ミシェル・ヨー。2011年の映画『メカニック』の続編。

## ストーリー
「メカニック」と呼ばれた凄腕の殺し屋アーサー・ビショップ。裏社会から足を洗った彼はリオデジャネイロで平穏な日々を過ごしていた。だがある日、ビショップのもとに再び殺しの依頼が舞い込んでくる。しかも依頼主は幼少期からビショップと共に殺し屋として育てられたクレインだった。クレインは過去の因縁からビショップに対して強い恨みを抱いており、そんな彼が仕事を依頼してきたことに不信感を抱いたビショップはその依頼を断り、クレインの部下を殴って逃走する。
ビショップは昔滞在していたタイの避暑地へ向かい、コテージを運営しているメイと再会する。その日の夜、沖合いのクルーザーで若い女性が男から暴力を振るわれているところを目撃したメイは、ビショップに助けるよう依頼する。助けた女性ジーナはクレインが送り込んだ罠だったが、カンボジアでの慈善事業に携わるジーナは仲間を人質にクレインから脅迫されて動いているだけで、部下ではなかった。ビショップは彼女に誘惑された振りをする。しかし程なくしてクレインの部下に取り囲まれ、ジーナは捕まってしまう。
クレインはジーナを人質に、指示に従うようビショップへ迫る。やむなく彼の仕事を受けることにしたビショップだったが、それは武器商人として世界を裏で操っている大物フィクサー三人を事故に見せかけて暗殺するという難題だった。

## 登場人物
アーサー・ビショップ
演 - ジェイソン・ステイサム
「メカニック」と呼ばれた凄腕の殺し屋。「サントス」という名前で普通の生活をしていたが再び裏社会に赴く。行動力は健在。
ジーナ・ソーン
演 - ジェシカ・アルバ
カンボジアで人道支援活動をしている女性。活動相手である子供たちを人質にとられ、クレインにメッセンジャーとして送り込まれる。
マックス・アダムス
演 - トミー・リー・ジョーンズ
ヨーロッパと南米を牛耳る武器商人。大金を投資して、完璧な警備を誇る共産党記念館の地下に潜水待避所を作っている。
メイ
演 - ミシェル・ヨー
タイで暮らしている女性。東洋医学の博士を父に持ち、彼女も医療の心得がある。
クレイン
演 - サム・ヘイゼルダイン
北米を牛耳る武器商人。アーサーに恨みを持つ。
ジェレミー
演 - ジョン・セナティエンポ
クレインの部下。
エイドリアン・クック
演 - トビー・エディントン
アジアを牛耳る武器商人。鉱業界の大富豪。元々は人身売買で財を成した。
クリル
演 - フェミ・エルフォウォジュ・Jr
アフリカを牛耳る武器商人。大量殺人犯の将軍でもある。
フランク
演 - アンテオ・クィンタヴァッレ
ジーナに暴力をふるっていた男。それを止めようとしたビショップと格闘をするが、倒れてしまい、打ちどころが悪く死亡する。
メッセンジャー
演 - ラター・ポーガーム
ビショップに仕事を依頼する。

## キャスト
| 役名                 | 俳優                         | 日本語吹替 |
| -------------------- | ---------------------------- | ---------- |
| アーサー・ビショップ | ジェイソン・ステイサム       | 山路和弘   |
| ジーナ・ソーン       | ジェシカ・アルバ             | 佐古真弓   |
| マックス・アダムス   | トミー・リー・ジョーンズ     | 菅生隆之   |
| メイ                 | ミシェル・ヨー               | 三沢明美   |
| クレイン             | サム・ヘイゼルダイン         | 津田健次郎 |
| ジェレミー           | ジョン・セナティエンポ       | 内野孝聡   |
| エイドリアン・クック | トビー・エディントン         |            |
| クリル               | フェミ・エルフォウォジュ・Jr |            |
| フランク             | アンテオ・クィンタヴァッレ   |            |
| メッセンジャー       | ラター・ポーガーム           | 清水はる香 |
| 刑務所長             | ヴィタヤ・パンスリンガム     | 原語流用   |

- 日本語吹替その他：荒井勇樹、宮本克哉、北島善紀、田村千恵、上住谷崇

- 日本語版制作スタッフ 演出：鍛治谷功、翻訳：草刈かおり、録音・調整：榎本慎一、制作：マイ・ディア・ライフ

## スタッフ
- 監督 = デニス・ガンゼル
- 脚本 = フィリップ・シェルビー（英語版）、トニー・モジャー
- 原案 = フィリップ・シェルビー
- 原作 = ルイス・ジョン・カリーノ
- 製作 = デヴィッド・ウィンクラー、ウィリアム・チャートフ、ジョン・トンプソン、ロバート・アール
- 製作総指揮 = アヴィ・ラーナー、ブライアン・プレスリー、マーク・ギル、ボアズ・デヴィッドソン、フランク・デマルティーニ、スティーヴン・チャスマン
- 音楽 = マーク・アイシャム
- 撮影 = ダニエル・ゴットシャルク
- 編集 = マイケル・ドゥーシー、トッド・E・ミラー、ユーリ・クリステン

## 評価
製作費4,000万ドルに対し、アメリカでの収益は2,100万ドルに留まったが、ワールドグロスでは最終的に1億2,500万ドルの収益を上げ、前作の7,600万ドルを大きく上回った。2016年8月26日から28日にかけ全米で公開され、公開週末のランキングでは約750万ドルを稼ぎ出し5位にランクインした。